# Leptognathia rectifrons
Leptognathia rectifrons är en kräftdjursart som beskrevs av Rosalia Konstantinovna Kudinova-Pasternak 1973. Leptognathia rectifrons ingår i släktet Leptognathia och familjen Leptognathiidae. Inga underarter finns listade i Catalogue of Life.